# تتسویا واکابایاشی
تتسویا واکابایاشی (انگلیسی: Tetsuya Wakabayashi؛ زادهٔ ۳ ژوئیهٔ ۱۹۴۲) بازیکن هاکی روی چمن اهل ژاپن بود.